# 2006 في تركيا
فيما يلي قوائم الأحداث التي وقعت خلال عام 2006 في تركيا.

## رياضة
- 27 أغسطس – جائزة تركيا الكبرى 2006 الفائز فيليبي ماسا.

## أفلام
من الأفلام التي صدرت هذه السنة في تركيا:
- 1 يناير – أبي وابني من إخراج Çağan Irmak [الإنجليزية]‏.
- 1 يناير – وادي الذئاب العراق من إخراج Serdar Akar  [لغات أخرى]‏.

## برامج ومسلسلات وأنمي
- سيلا
- ويبقى الحب
- الغريب
- الأوراق المتساقطة
- ياسمين
- نور
- دموع الورد

## كتب
من الكتب التي صدرت هذه السنة في تركيا:
- 1 يناير – لقيطة اسطنبول من تأليف إليف شفق.

## وفيات

### فبراير
- 7 فبراير – در الشهوار (مواليد 1914)

### يوليو
- 28 يوليو – بايكال ساران (مواليد 1937) ممثل تركي.
- 30 يوليو – دويجو أثينا (مواليد 1946) كاتبة وناشطة في مجال حقوق المرأة من تركيا.

### أكتوبر
- 16 أكتوبر – فيسان سايك (مواليد 1947) طبيبة تركية.

### نوفمبر
- 5 نوفمبر – بولنت أجاويد (مواليد 1925)